# Personnages de la série Thursday Next
La série Thursday Next de Jasper Fforde est composée actuellement des romans L'affaire Jane Eyre, Délivrez-moi !, Le puits des histoires perdues, Sauvez Hamlet !, Le début de la fin Le Mystère du hareng saur et Petit enfer dans la bibliothèque.

## L'Affaire Jane Eyre

### Victor Analogy
Fringant septuagénaire, il est le chef de service des OS-27, détectives littéraires (ou LittéraTecs), de Swindon. Par là-même il est le supérieur direct de Thursday.

### Bowden Cable
Agent LittéraTec à Swindon et coéquipier de Thursday. La trentaine, il est intelligent  mais un peu pointilleux et nerveux. Il peut être aussi malin : chargé de contrecarrer les plans de Jack Maird qui souhaitait s'introduire dans un livre à des fins malveillantes, il substitue ce livre avec le poème sombre Le Corbeau d'Edgar Allan Poe.
Son nom est issu du terme désignant un câble souple de transmission, utilisé généralement en cyclisme.

### Achéron Hadès
Extrêmement intelligent et tout aussi immoral .
Achéron Hadès a commencé comme professeur d'anglais à l'université, où Thursday Next était son élève, avant de se tourner vers une vie de criminel.
Considéré par certains comme demi-homme, l'autre moitié étant démoniaque ou de nature vampiresque (il ne projette pas d'ombre), Achéron possède des pouvoirs mystérieux (comme d'ailleurs ses frères et sœurs). Il n'impressionne pas les films photographiques ni vidéos, et est capable d'entendre prononcer son nom à grande distance. Il a montré une immunité à la plupart des armes, sa seule vulnérabilité ayant été confirmée avec des balles d'argent.
Il possède aussi des pouvoirs redoutables de tromperie. Il est capable de « mentir en pensée, parole, en action et apparence » ou d'utiliser une hypnotique force de persuasion. Il devine aussi facilement les faiblesses mentales d'une personne en quelques instants.
Une autre capacité est de traverser une vitre en rendant le verre souple, sans que cela n'altère les propriétés du matériau : le verre reste tel qu'il était après être passé au travers. Seules quelques infimes traces irisées sont perceptibles aux observateurs sagaces.
Le temps non plus ne semble pas avoir prise sur lui. Il n'est pas non plus affecté par l'effet « temps figé » qui se produit lors d'une apparition du colonel Next. Le professeur d'université de 1968 est inchangé quand Thursday le retrouve 17 ans plus tard. 
Hadès apparaît comme le principal méchant de L'affaire Jane Eyre. Il enlève Mycroft, l'oncle de Thursday, et vole son « Portail de la  Prose » qui permet d'entrer dans les livres. Son intention est de prendre en otage des personnages de manuscrits originaux qu'il a volés et demander une rançon phénoménale. En effet, si un personnage d'un manuscrit original disparaît, il disparaît de la narration et aussi de toutes les copies du livre existantes.
Achéron est l'aîné de la famille Hadès, qui est apparemment vouée au mal dans son ensemble et depuis longtemps, comme le dit Aornis, la sœur d'Achéron : « Aucun membre de la famille Hadès n'a été capturé vivant depuis quatre-vingt-huit générations. ». Léthé est le seul membre mentionné comme pas vraiment mauvais, le « mouton  blanc » de la famille. Styx Hadès, un autre frère, semble plus encombrant que mauvais, commettant gaffes et faisant preuve d'incompétence. 
Hadès fera une apparition occasionnelle dans les livres suivants, dans les souvenirs de Thursday.
Son nom fait référence au dieu grec du Royaume des morts.

### Braxton Hicks
Hicks est le chef des sections OpSpecs de Swindon et ne semble intéressé que par le budget. Il s'efface devant le Groupe Goliath et paraît avoir peu d'autorité, mais dans Sauvez Hamlet !, il invente une histoire pour couvrir Thursday. Il s'exerce au golf dans son bureau et insiste auprès de Thursday pour une partie de golf, qui accepte finalement, par reconnaissance pour son mensonge. 

### MmeNakajima
Une touriste littéraire japonaise originaire d'Osaka et agent de la Jurifiction. Sans connaître son nom, c'est aussi une touriste japonaise qui donne à Thursday, alors enfant, sa première expérience d'entrer dans un livre. Justement dans Jane Eyre, alors qu'elle visite la maison-musée des Brontë. Dans Délivrez-moi !, elle aide Thursday pour devenir elle-même agent. Après la retraite de son mari, le couple emménage à Thornfield Hall, dans le roman Jane Eyre, où ils dirigent la maison, en évitant soigneusement toute apparition dans le récit.

### Anton Next
Frère de Thursday et meilleur ami de Landen Parke-Laine. Il a combattu et est mort durant la guerre de Crimée, au cours d'une bataille désastreuse. Bataille déclenchée lorsqu'il envoya sa Brigade de blindés légers, dans la mauvaise direction, sous les feux de l'artillerie Russe (ce qui rappelle la "Charge de la brigade légère"). Tiraillé entre son amitié pour lui et le choix de dire la vérité, Landen, finira par donner les preuves de l'erreur d'Anton, ce qui creusera un fossé entre lui et Thursday.

### Colonel Next
Père de Thursday et ex-membre de OS-12, la ChronoGarde. Considérant ce service comme « moralement et historiquement corrompu », il devient renégat, ce qui amène ses collègues à l'éradiquer de l'Histoire en interrompant ses parents, au moment « opportun », lors de sa conception. Mais en raison de ses compétences en manipulation du temps, il existe toujours et rend visite à sa famille de temps en temps. Sa présence se signale généralement par l'environnement qui se fige. Seule sa famille reste « mouvante ». Durant les événements de Sauvez Hamlet !, il rejoint la ChronoGarde, quoique d'une manière restreinte.

### Joffy Next
Frère aîné de Thursday et Anton. Il est ministre du culte de l'Être Suprême Universel (ESU), qui vise à représenter toutes les croyances, dans le but louable de prévenir les conflits religieux.  Gai, décontractée, souvent irrévérencieux mais pas au point d'être irritant, il fait preuve de beaucoup de sagesse, ce qui est bien utile pour son métier. 
Il interpellait généralement sa sœur en lui donnant une bonne claque à l'arrière du crâne et l'appelant « nounouille », jusqu'au jour où elle se cassa le nez. Le surnom est resté mais ils sont très proches. 
À partir de Délivrez-moi !, il entretient une relation intime avec un agent de OS-14.

### Mycroft Next
Oncle de Thursday, mari de Polly et inventeur de génie.
Ses inventions sont insolites et étranges et ont différents degrés d'utilisation. 
Certaines se sont avérées être des éléments importants tout au long de la série, comme son « Portail de la Prose », qui permet aux personnes du « monde réel » d'entrer dans les livres ou « l'Ovinateur », qui favorise la coopération. D'autres, comme sa « machine à gommer les souvenirs » (dont il n'a aucun souvenir de l'avoir inventé) sert uniquement au comique dans la narration. 
Il est pourchassé par le Groupe Goliath, qui veut utiliser son Portail de la Prose pour récupérer des armes fictives du Monde des Livres dans le but de les vendre dans le « monde réel ». 
Plus tard, il se retire dans le Monde des Livres, vivant dans la série des romans Sherlock Holmes, où il nuit parfois à la narration, apparaissant comme le frère de Holmes. 
Dans Sauvez Hamlet !, lui et Polly rentrent en toute sécurité dans le monde réel, après avoir utilisé un dispositif d'effacement de la mémoire afin d'être sûrs de n'avoir aucune utilité pour le Groupe Goliath.

### Polly Next
Brillante mathématicienne, tante de Thursday et épouse de Mycroft. Elle assiste généralement Mycroft dans ses recherches, car elle possède un sens pratique beaucoup plus développé que son mari. 
Elle est temporairement enfermée dans le poème de William Wordsworth, Les jonquilles, prise en otage par Achéron Hadès durant les événements de L'affaire Jane Eyre.

### Wednesday Next
Mère de Thursday Next et ses frères et particulièrement mauvaise cuisinière.
Elle avait l'habitude de travailler pour OS-3 (et affirme le faire encore à l'occasion), mais dans les romans, on la retrouve généralement chez elle. 
Elle aime son mari, malgré son éradication, mais a des soupçons sur sa fidélité, en particulier sur ses relations avec Lady Emma Hamilton. 
Il s'avère qu'elle-même n'est pas immunisée contre les autres hommes. Elle développe un certain intérêt pour Otto Bismarck lorsqu'il demeure chez elle pendant quelques jours. 
D'autre part, n'ayant pas de mari officiel, elle est considérée par la plupart d'avoir conçu trois enfants hors mariage, ce qui affecte sa vie sociale.

### Landen Parke-Laine
Mari de Thursday, Landen est un écrivain à succès
Il a servi comme officier dans la guerre de Crimée (faisant encore rage dans le 1985 uchronique de Fforde), pendant laquelle il rencontre Thursday dont il tombe amoureux, et son frère Anton, qui devient son meilleur ami. 
Il perd une jambe au cours de la désastreuse bataille qui devint célèbre sous le nom de la « Charge de la Brigade de blindés légers ». 
Au cours de l'enquête qui s'ensuivit, Landen, après beaucoup de questionnements, admet qu'Anton a commis l'erreur qui a conduit à la destruction de leur unité. À la suite de quoi, Thursday le quitte et refuse de lui parler pendant dix ans. 
Ils rentrent en contact pendant L'affaire Jane Eyre, où Thursday devra apprendre à pardonner l'homme qu'elle aime.
Dans Delivrez-moi !, Landen est éradiqué de l'Histoire par un membre corrompu de la ChronoGarde, agissant au nom du Groupe Goliath. Il s'agit d'un chantage afin que Thursday délivre un de leurs employés, enfermé dans Le Corbeau d'Edgar Allan Poe. 
Il n'apparaît plus alors que dans les souvenirs de Thursday jusqu'à sa réactualisation.
Son nom est l'un des jeux de mots qui font la marque de Fforde : dans l'édition britannique du jeu de Monopoly, Park Lane est une des dernières rues sur le plateau et donc l'une des plus coûteuses. Aussi, atterrir (« land ») sur Park Lane peut, ou non, être une bonne chose selon votre position dans la partie.
Allant plus loin dans ce jeu de mots, le père de Landen se nomme Billden Parke-Laine (proche de building, immeuble) et sa mère, Houson Parke-Laine (proche de house, maison).

### Pickwick
Un dodo, animal de compagnie de Thursday, créé par elle « en kit de clonage », qui présente de curieuses caractéristiques, comme l'absence d'ailes. La version 1.2 du kit utilisé n'étant pas encore au point et la séquence ADN n'ayant été complétée qu'à la version 1.7. 
Pickwick avait 12 ans en 1985, au début de L'affaire Jane Eyre et est toujours là en 2002 dans Le début de la fin.  L'animal se signale dans le récit par des plick, plock-plock ou ploooock, selon son humeur.
Son nom fait référence aux Papiers posthumes du Pickwick Club de Charles Dickens.

### Jack Maird
Décrit comme petit, trapu et d'une élégance de truand des années 1930, il est le chef du service de la sécurité interne du Groupe Goliath. Il est un homme de grande influence.
Il montre un vif intérêt pour le Portail de la Prose de Mycroft. Ayant totalement échoué à réaliser des armes prouvant leur supériorité dans la guerre de Crimée, il envisage d'en récupérer dans le monde de la fiction. Pour lui, la fin justifiant les moyens, il est disposé à travailler avec le criminel Achéron Hadès, afin d'avoir accès au monde des livres. 
Lorsqu'Hadès est défait, Maird s'empare du Portail de la Prose pour entrer dans ce qu'il pense être le manuel du « fusil à plasma » qu'il veut récupérer. Il découvre trop tard qu'il ne s'agit pas de cet ouvrage mais du Corbeau d'Edgar Allan Poe que Bowden Cable avait substitué, profitant d'une couverture poussiéreuse. 
Il ne fera, dans les romans suivants, que de brèves apparitions. Même si le deuxième tome de la série tourne autour de sa situation, où le Groupe Goliath fait chanter Thursday pour qu'elle œuvre au changement de sa condition. Néanmoins, des membres de sa famille apparaissent, tout au long de la série.
Son patronyme est un des rares traduit en français dans la série. Son nom dans la version originale anglaise est « Schitt ».

### Filbert Snood
Membre de la ChronoGarde, Filbert fut un intime de Thursday. « Le seul homme qui m'eût un tant soit peu intéressé depuis ma séparation avec  Landen […] » avoue-t-elle.  Jusqu'au moment où il connait une mésaventure dans le flux temporel et, trop gêné pour le lui dire, il disparaît de sa vie. 
Bien plus tard, Thursday pense rencontrer son père chez OS-5 lors de la poursuite d'Achéron Hadès.

### Spike Stoker
Spike travaille pour OS-17. Il est l'agent exclusif de cette section affectée à la zone de Reading.
Il est décrit comme un homme grand et musclé avec des dreadlocks et grandes lunettes de soleil. 
Il s'occupe des créatures paranormales, tels vampires ou morts-vivants et capture des démons et autres Êtres Suprêmes Maléfiques (ou E.S.M). Il emploie parfois Thursday Next pour l'aider dans son travail. 
Spike est presque seul face aux forces des ténèbres. Néanmoins, il est sans doute le personnage  le plus gai rencontré dans la série : il est plaisant, facile à vivre et rarement grave ou en détresse dans son travail. 
Il ne perd son sang-froid que très rarement. Une fois, apparemment dans un excès de dépression, il a exposé la possibilité de sacrifice/suicide, en avouant que son travail « est tout sauf une partie  de plaisir. ». Il tentait en fait de tromper Thursday et, à travers elle, un Être Suprême Maléfique. 
Cependant, il souffre de lycanthropie ou de vampirisme qui nécessite une médication régulière, sans quoi il peut perdre son contrôle et présenter un comportement de loup, comme manger des souris vivantes. 
Contrairement à la croyance populaire, le surnom de « Spike » n'est pas une référence à William le Sanguinaire de la série télévisée Buffy contre les vampires. Par contre, son nom de famille, « Stoker » est une référence directe à Bram Stoker, l'auteur de Dracula. Cela peut être également une allusion à la forme des pieux de bois qu'il utilise dans son travail.
Spike peut être considéré comme une déviation du stéréotype du tueur-de-vampires tels que Blade, John Constantine, Abraham Van Helsing et, dans une moindre mesure, Buffy Summers.

## Délivrez-moi!

### L'Homme à la cloche
Le « président » de la Jurifiction. Dans les récits de Délivrez-moi ! et Le puits des histoires perdues il est un personnage anonyme seulement mentionné par son titre. 
Il est décrit comme un crieur public, et son nom fait directement référence au personnage principal de La Chasse au Snark de Lewis Carroll. À la fin de chaque réunion de la Jurifiction, il lance à ses agents un « Soyez prudents, tous », citant le chef de Capitaine Furillo.
Son mandat s'achève à la fin du puits des histoires perdues, où Thursday est proposée pour lui succéder. Rôle qu'elle tiendra pendant environ deux ans, jusqu'à Sauvez Hamlet !. Ce sera ensuite le commandant Bradshaw qui prendra la relève.

### Le Chat du Cheshire
En raison des modifications administratives des comtés en Angleterre, le Chat du Cheshire est désormais dénommé le « Chat de l'Autorité Unitaire de Warrington », mais reste généralement appelé sous son nom d'origine ou « le Chat anciennement du Chechire », ou plus simplement, « le Chat ».
Le Chat du Cheshire est le « superbibliothécaire » de la Grande Bibliothèque du Monde des Livres, ainsi qu'un haut fonctionnaire de la Jurifiction.
Son rôle est particulièrement important dans Sauvez Hamlet !, où, après des années de recherche, il finit par trouver l'origine de Yorrick Kaine, personnage de roman passé dans le « monde réel » et dont l'œuvre à laquelle il appartient semble inconnue. Le Chat s'engage alors dans une bataille à la « Merlin versus Madame Mim » en invoquant des guerriers littéraires ou la Fée bleue de Pinocchio, notamment.
Dans le cinquième tome de la série, Le début de la fin, il n'est plus l'intendant de la Grande Bibliothèque et ne fait que de rares apparitions.

### Vernham Deane
Personnage du « Seigneur des Hautes-Bourbes » de Daphne Farquitt, Deane est un agent accompli de la Jurifiction dont la personnalité n'est en rien comparable avec son rôle de goujat dans le roman. 
Il devient une cible potentielle, avec Perkins et Havisham, dans Le puits des histoires perdues, mais sa disparition fait de lui un suspect. Il s'avère qu'il a été contraint de se cacher pour sa propre sécurité. Il apporte de l'aide, avec Quasimodo, à Thursday pour contrecarrer les plans malveillants qui sont à l'œuvre.
C'est un personnage qui semble souffir du syndrome du personnage secondaire, où les choix imposés par l'auteur du roman ne sont pas forcément en accord avec la personnalité du personnage. Ils sont malgré tout contraints de suivre la narration et parfois, d'agir contre leur gré.

### Daphne Farquitt
Auteur de « romans à l'eau de rose », Farquitt est née à Copenhague et a commencé à écrire dans les années 1930. Il y a peu de véritables variations entre ses romans mais elle vend tout de même énormément de livres. Vernham Deane est l'un de ses personnages, comme elle est l'auteur de Soif de toi, roman publié à compte d'auteur et origine d'un personnage à l'ambition démeusurée.
Ce n'est pas à proprement parler un personnage car elle n'est jamais présente dans les événements, mais elle est très souvent citée, comme une certaine référence de genre romanesque. Le Chat du Cheshire explique que même « avant de devenir célèbre pour ses bouquins nuls à pleurer, elle écrivait déjà des bouquins nuls à pleurer ».
Dans Sauvez Hamlet !, Hamlet prétend l'amener, elle et des dizaines de milliers de ses fans au SuperArceau mais c'est en réalité du bluff et Farquitt reste aussi insaisissable que jamais.

### Cordelia Flakk
Cordelia est une pimpante cadre supérieure, responsable du service de presse des OpSpecs de Swindon. 
Dans Délivrez-moi !, elle harcèle Thursday pour qu'elle réponde à des interviews à propos des modifications apportées à l'histoire de Jane Eyre, pendant les événements de L'affaire Jane Eyre. Elle pousse le raffinement de son art jusqu'à offrir une « journée avec Thursday Next » aux gagnants d'un jeu qu'elle a organisé.

### Aornis Hadès
Aornis est la sœur cadette d'Achéron Hadès, qui apparait comme l'un des « méchants » personnages dans Délivrez-moi !. Elle est une mnémonomorphe, une personne qui peut modifier à volonté les souvenirs. Elle peut également altérer l'entropie, un concept scientifique. La loi générale de l'entropie, telle qu'expliquée par Mycroft, l'oncle de Thursday, affirme que les réactions ne peuvent que devenir plus chaotiques. Aornis diminue l'entropie, provoquant de très bizarres coïncidences à très grande échelle. Dans Délivrez-moi !, elle tient le monde en otage et donne un ultimatum à Thursday : sa vie contre son plan machiavélique. Pour tenter de le déjouer, Thursday se fera aider de son père, le colonel Next. 
Son acte de mnemonomorphe, durant « le puits des histoires perdues », prend forme lorsqu'elle s'infiltre dans les souvenirs de Thursday, tentant de lui faire tout oublier de l'existence de son mari, Landen Parke-Laine. Elle est capable d'altérer la mémoire de Thursday pour arriver à ses propres fins, mais est finalement vaincue quand elle invoque le plus mauvais souvenir de Thursday. Aornis est incapable de le contrôler et son « emprise mnémonomorphique » est détruite. Thursday pense alors que vaincre l'Aornis « réelle » en sera facilité.
On la retrouve dans « Le début de la fin », où malgré une courte apparition, elle continue à causer du tort.
Thursday prétend que le nom d'Aornis est tiré du fait que les rivières Achéron, Léthé, Cocyte, Phlégéthon et Aornis sont toutes des affluents du Styx. Toutefois, dans les descriptions canoniques des enfers, il n'y a pas de rivière de ce nom-là, pas plus que les autres sont des affluents du Styx. Néanmoins, le nom n'est pas sans connexion avec l'Hadès : le mot grec αορνος (aornos), signifiant « sans oiseaux », est soupçonné d'être l'origine étymologique du lac d'Averne, qui dans la mythologie romaine était considéré comme une entrée des enfers.

### Miss Havisham
Miss Havisham est un membre très respecté de la Jurifiction et l'un des meilleurs agents. Mais elle est d'abord le personnage du roman Les Grandes Espérances de Charles Dickens. 
Elle devient la référente de Thursday Next quand celle-ci rejoint la Jurifiction et l'instruit en vue de ses examens pour devenir agent à part entière.
Elle est passionnée de vitesse et des « bolides » qui peuvent lui permettre d'assouvir sa passion. D'un caractère « bien trempé », elle n'hésite d'ailleurs pas à aller dans le « monde réel » pour profiter des infrastructures routières afin d'améliorer ses performances.

### Yorrick Kaine
On découvre Yorrick Kaine comme candidat du Parti Whig à de hautes fonctions politiques dont les ambitions seront contrariées par Thursday. Puis, durant Sauvez Hamlet !, Kaine est aux portes du pouvoir, briguant le poste de Chancelier du pays, le deuxième homme le plus puissant de la terre. Il utilise pour ce faire l'invention de Mycroft Next, l'Ovinateur (voir le chapitre sur Mycroft), qui lui permet de manipuler le Parlement.
Mais Yorrick Kaine est en fait un « Saute-Pages ». C'est un personnage de fiction qui s'est échappé de son propre livre pour passer du Monde des livres au monde « réel » et considéré par les « autorités fictionnelles » comme hors-la-loi.
Il est possible, au regard de l'ambition démesurée du personnage, que son nom fasse référence au « citoyen » Kane, si brillamment décrit par Orson Welles.

### Lavoisier
Membre de la ChronoGarde et ancien coéquipier du colonel Next. Il apparaît brièvement à la fin de L'affaire Jane Eyre pour interroger Thursday à propos de son père. Il joue un rôle beaucoup plus important dans Délivrez-moi !, où, corrompu par le Groupe Goliath, il éradique Landen Parke-Laine. 
Il nourrit une solide rancune contre Thursday Next, allant jusqu'à refuser d'honorer sa part du marché conclu entre elle et le Groupe Goliath. Comme une revanche pour « ce qu'elle lui a fait ».

### Mamie Next
Âgée de 108 ans et toujours vêtue de vichy bleu, Mamie Next prétend ne pas pouvoir mourir tant qu'elle n'aura pas lu les dix classiques les plus ennuyeux. Elle aide Thursday à améliorer ses capacités de « saut » dans les livres, en la faisant lire à haute voix encore et encore. Dans Le puits des histoires perdues, elle vient s'installer avec Thursday dans Les hauts de Caversham et l'aide à affronter les attaques mnémonomorphes d'Aornis Hadès qui tente de lui faire oublier Landen.
La longue vie de Mamie est parsemée de beaucoup de curieux emplois, comme ses différentes affectations dans plusieurs sections OpSpecs, ou avoir passé vingt-quatre heures dans la peau d'un homme…
Plus tard, son identité est remise en question, lorsque Thursday se rend compte que ses deux grands-mères sont mortes depuis longtemps.

### Perkins et Le Roussi
David « Pinky » Perkins et Sassan Le Roussi sont les personnages principaux d'une série de romans policiers. Ils sont tous deux agents de la Jurifiction.
Perkins a dirigé le « zoo fictionnel », situé dans un roman de fantasy non publié (L'épée des Zénobiens) qui est peuplé de créatures de fiction posant des problèmes de sécurité dans le Monde des livres. 
Le Roussi a travaillé comme avocat pour la Jurifiction. Il est le premier à contacter Thursday par NDBDP-phone (portables de Notes De Bas De Page) dans Le puits des histoires perdues. En tant que chef de l'équipe juridique, il la défend à sa première audience qui se déroule dans Le Procès de Franz Kafka. 
Lorsque le contact est perdu avec Perkins, Le Roussi part à sa recherche accompagné de Thursday Next, Miss Havisham et le Commandant Bradshaw. Un « vyrus ortografique » a été libéré dans le laboratoire de Perkins et Le Roussi reste sur place pour tenter d'y faire face, au péril de sa vie.

### Bartholomew Stiggins
Stiggins est Néandertal et chef de la section OS-13 de Swindon. Il aide Thursday durant Délivrez-moi !, lorsqu'elle est impliquée dans la disparition d'un autre homme de Néandertal. 
Il réapparaît au cours de Sauvez Hamlet !. Dans l'espoir de trouver des informations qui permettraient aux Néandertals de procréer, il accompagne Thursday dans les anciens laboratoires de recherche du Groupe Goliath. Lieux de leur séquençage où leur faculté d'enfanter a été négligée. En échange, Stiggins consent à l'aider à gagner la finale du SuperArceau, un match décisif qui pourrait bien changer le monde ! 
On le retrouve dans Le début de la fin, en chasseur de monstres clonés, matérialisés eux aussi par la « mode » du génie génétique.
Surnommé « Stig » par ses amis, il est un des personnages « compagnon » de Thursday dans la série, au même titre que Spike Stocker, Bowden Cable ou le Commandant Bradshaw. 
Son nom est une référence à un populaire roman pour enfant anglophone, en:Stig of the dump.

### Sources
- (en) Cet article est partiellement ou en totalité issu de l’article de Wikipédia en anglais intitulé « Characters in the Thursday Next Series » (voir la liste des auteurs).